# La Costa (Serradell)
La Costa és un indret del terme municipal de Conca de Dalt, a l'antic terme de Toralla i Serradell, al Pallars Jussà, en territori del poble de Serradell.
Està situat al costat mateix de Serradell, al seu sud-oest. És a llevant de la Cadolla i al nord del Bancal Llarg i lo Camp.